# Wuliwuli
Wuliwuli är ett utdött australiskt språk. Wuliwuli talades i Queensland. Wuliwuli tillhörde de pama-nyunganska språken.